# 로드리게스낮도마뱀붙이
로드리게스 데이 게코(Rodrigues day gecko)라 불리는 로드리게스낮도마뱀붙이(Phelsuma edwardnewtoni)는 낮도마뱀붙이속에 속한 멸종한 도마뱀붙이류의 일종이다. 로드리게스낮은 로드리게스섬에 살았으며, 보통 숲속의 나무에 서식했다. 로드리게스낮은 주로 곤충과 꽃꿀을 먹었다.

## 어원
종명 edwardnewtoni는 영국의 식민지 관리자이자 조류학자였던 에드워드 뉴턴(:en:Edward Newton)을 기려 지었다.

## 분류

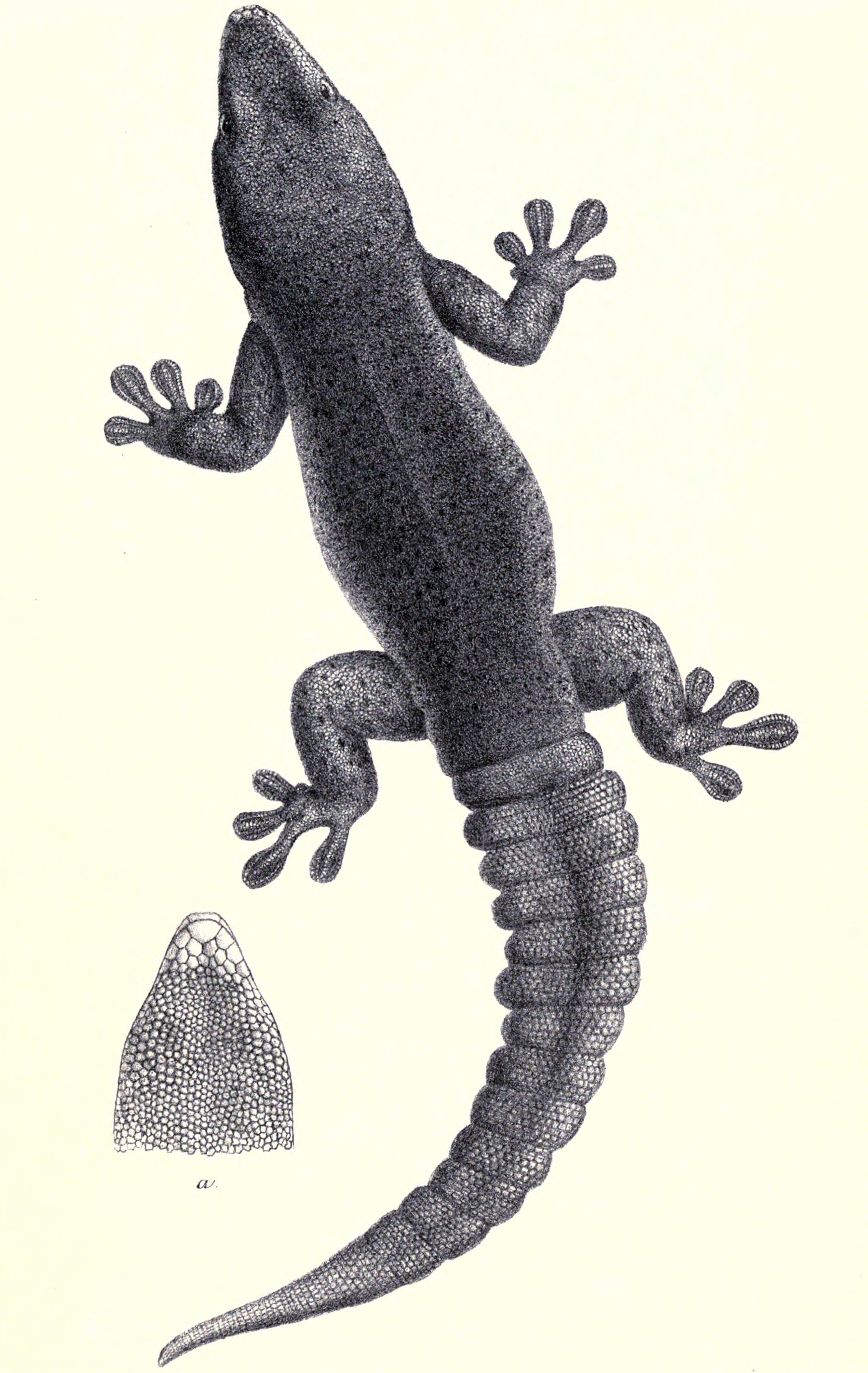
1885 illustration

로드리게스낮은 현재는 멸종했다. 불랑제(:en:George Albert Boulenger)가 1884년에 Phelsuma newtoni라는 이름으로 최초로 기재했으며, 1885년에는 Phelsuma newtonii라는 철자로 기재했다. 하지만 이 학명은 로드리게스큰낮도마뱀붙이의 학명의 동음이의어이기도 하기 때문에, 빈슨&빈슨이 1969년에 종명을 edwardnewtoni 로 바꾸었다.

## 형태
로드리게스낮은 인류에게 알려진 제일 거대한 낮도마뱀붙이류에 속한다. 꼬리까지 최대 23 cm에 달한다. 이 종이 발견된 지 얼마 되지 않았을 때는 현지에서 꽤나 흔했지만, 1917년부터는 목격된 적이 없다. 1960년대, 1970년대에 로드리게스섬과 근방의 모든 작은 섬들을 철저히 조사했지만 소용 없었다. 오늘날에는 다섯 개의 표본만 남아있으며, 세 개는 런던의 자연사 박물관에, 두 개는 파리의 국립 자연사 박물관에 있다. 이 표본들은 알코올에 보존되어있으며, 전반적으로 두툼하게 생겼다. 밝은 초록색을 띄며, 등에는 하늘색 점이 나있다. 꼬리 밑부분은 연노란색, 턱은 진노란색을 띈다.

## 생태
로드리게스낮은 로드리게스섬과 주변의 작은 섬들에 분포했으며 코코야자 따위의 야자나무에 서식했다. 사람들이 서식지를 크게 파괴했으며, 사람과 함께 들어온 고양이와 쥐한테 잡아먹혀서 멸종된 것으로 보인다.
로드리게스낮은 다양한 곤충 따위의 무척추동물을 잡아먹었으며, 달고 부드러운 과육, 꽃가루, 꽃꿀을 핥는 것도 좋아했다.
로드리게스낮은 사람을 무서워하지 않았다고 한다. 길들이기 쉬웠고 사람의 손 위에 있는 과일도 먹었다. 르구아는 이러한 습성을 다음과 같이 기록했다:
어떤 야자나무, Plantanes에든 굉장히 독특한 아름다움을 지닌, 길이가 발과 비슷한 도마뱀이 살고 있었다. 어떤 녀석들은 파란색, 혹은 검은색, 혹은 초록색, 혹은 회색이었으며, 각각의 색깔은 그 부류 중에서는 제일 생생하고 화사했다. 이 녀석들은 주로 야자나무의 과실을 먹었다. 이 녀석들은 얌전하고, 길이 잘 들여져서 우리 테이블에서 멜론을 먹기도 하고, 우리가 있을 때, 심지어는 손 위에서도 거침 없었다. 몇몇 새들이 이 녀석들을 잡아먹었는데, 특히 알락해오라기(Bittern)가 좋아했다. 이 녀석들을 장대로 나무에서 떨어뜨리면 새들이 우리보다 먼저 와서 뜯어먹었고, 우리는 그 새를 방해하기 위해 최선을 다했다. 우리가 가로막더라도 새들은 여전히 먹이 근처를 맴돌았고, 도마뱀붙이를 지키기 위해 안간힘을 쓰는 동안에도 우리를 계속해서 따라왔다.
이러한 습성은 큰낮도마뱀붙이, 스탠딩낮도마뱀붙이처럼 비슷한 생태지위를 차지하는, 여타의 섬에 사는 낮도마뱀붙이속의 종들과 제일 흡사하다.

## 참고 문헌
- Boulenger GA (1884). "Note upon a large Lizard of the Genus Phelsuma, from Rodriguez, sent by Mr. J.C. O'Halloran". Proc. Zool. Soc. London 1884: 1-2. ("Phelsuma newtoni [sic]", new species).
- Boulenger GA (1885). Catalogue of the Lizards in the British Museum (Natural History). Second Edition. Volume I. Geckonidæ ... London: Trustees of the British Museum (Natural History). (Taylor and Francis, printers). xii + 436 pp. + Plates I-XXXII. ("Phelsuma newtonii [sic]", pp. 212–213 + Plate XVII).
- Henkel F-W, Schmidt W (1995). Amphibien und Reptilien Madagaskars, der Maskarenen, Seychellen und Komoren. Stuttgart: Ulmer. ISBN 3-8001-7323-9.
- McKeown, Sean (1993). The general care and maintenance of day geckos. Lakeside, California: Advanced Vivarium Systems.